# 氷川神社 (相模原市)
氷川神社（ひかわじんじゃ）は神奈川県相模原市中央区にある神社。地名を冠して相模原氷川神社（さがみはらひかわじんじゃ）とも。

## 歴史
氷川神社は、代官江川太郎左衛門から開発許可を得た小山村豪農の原清兵衛光保が開墾をするにあたり、入植者の士気を高めるために、1843年(天保14年)6月17日、村の鎮守の神として、武蔵国南多摩郡上檪田村の村社氷川神社より神霊を分霊して創建した。
明治22年4月施行の市制町村制により、相原、橋本、小山、清兵衛新田の4村が合併し「相原村」が誕生。明治39年8月の「一村一社を基準とする神社合併」の勅令により、合併後の新村にも適用され、清兵衛新田村の氷川神社に地域にあった飯縄神社が合祀された。
また、1919年(大正8年)には橋本の神明大神宮の地に合祀し、新社名を「旭神社」として県知事に出願。大正8年10月に許可が下り、同年12月14日に神霊を神明大神宮に移すことになったが、相原の反対派により話はまとまらず、氷川神社は存続し現在に至っている。

## 境内
境内にある御社殿及び主要建物

### 本殿
- 弘化3年（1846年）に建立された[9]。
- 鉄板葺一間社流作社殿[9]
- 桁行1.4メートル（4.8尺）[9]
- 中備…蟇股[9]
- 木鼻…正面は唐獅子、側面は獏の彫り物[9]

### 母屋
- 組物…出組[9]
- 中備…蟇股[9]
- 木鼻…絵様木鼻[9]
- 妻飾…虹梁大瓶束笈形付き[9]

### 拝殿
- 慶応2年（1866年）に建立された。

### 石燈篭
- 安政3年（1856年）、代官江川太郎左衛門の手代である検知役人の津田橘六、恒川左内直親が寄附した。

### 石水盤
- 原清兵衛光保が寄附

### 秋葉・棒名大権現
- 天保14年（1843年）原清兵衛光保が寄附[8]

### 福徳稲荷大神
- 昭和27年に、八王子の稲荷信者である小野という祈祷者の夢枕に狐がたち、宮を建ててほしいとお告げがあったことから祠が寄附され建立された[8]。
- 現存しているものは昭和54年（1979年）に新築されたもの[8]。

### 子育て地蔵
- 弘化3年3月3日に、開拓当時の人々が子どもの成長を願って建立したもの[8]。
- その後昭和20年に境内に移築[8]

### 道祖神
- 安政3年（1856年）の春に建立[8]
- 村境にあり、外部より侵入する疫神悪霊から安全を守る神として信仰されていた[8]。

### 馬頭観音
- 明治初年[8]
- 馬は江戸時代の農業において畑を耕したり、荷物を運んだりと重要な労働力だったことから、馬を怪我や病気から守る神として、また死んだ馬を供養するために祀ったもの[8]。

## 画像

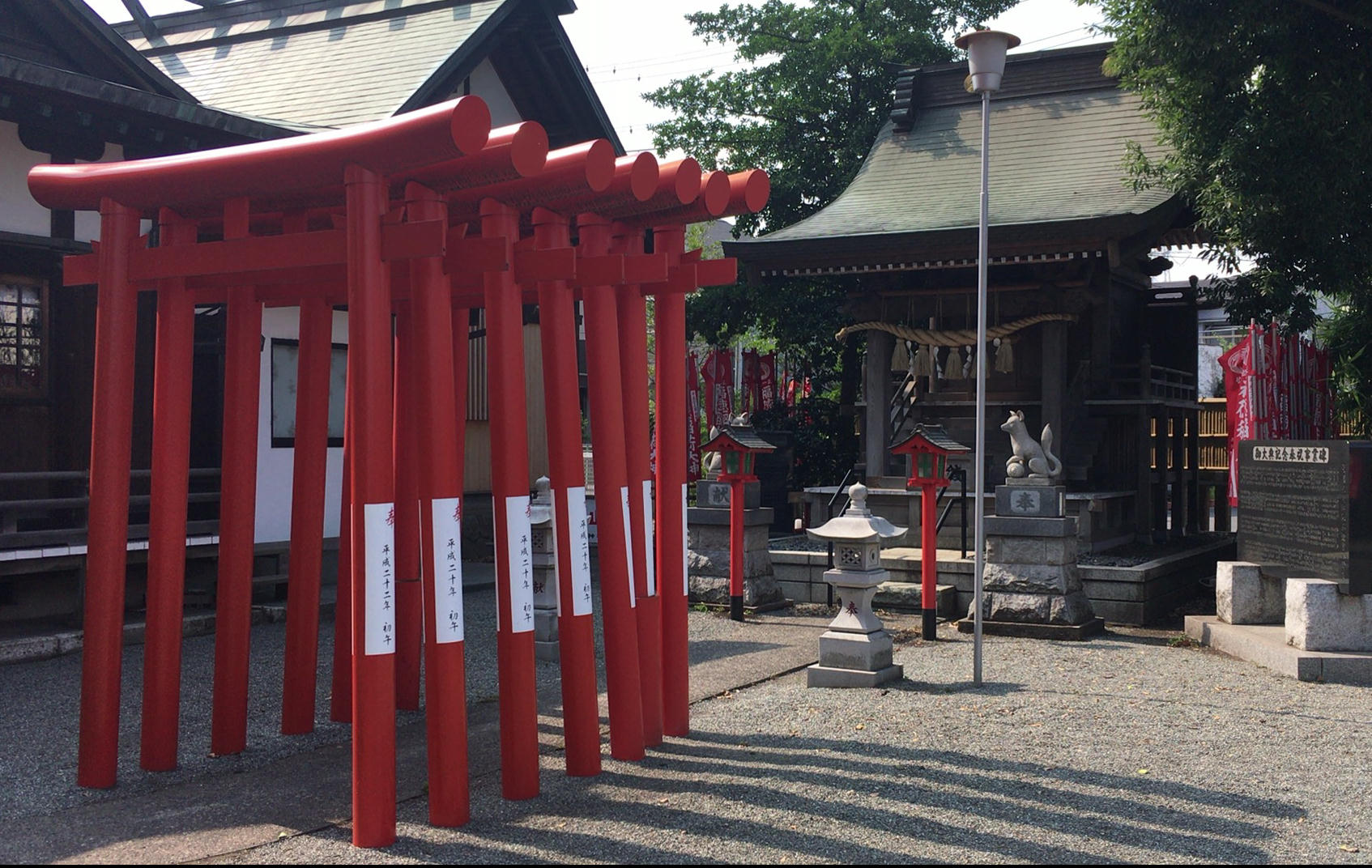
福徳稲荷大神
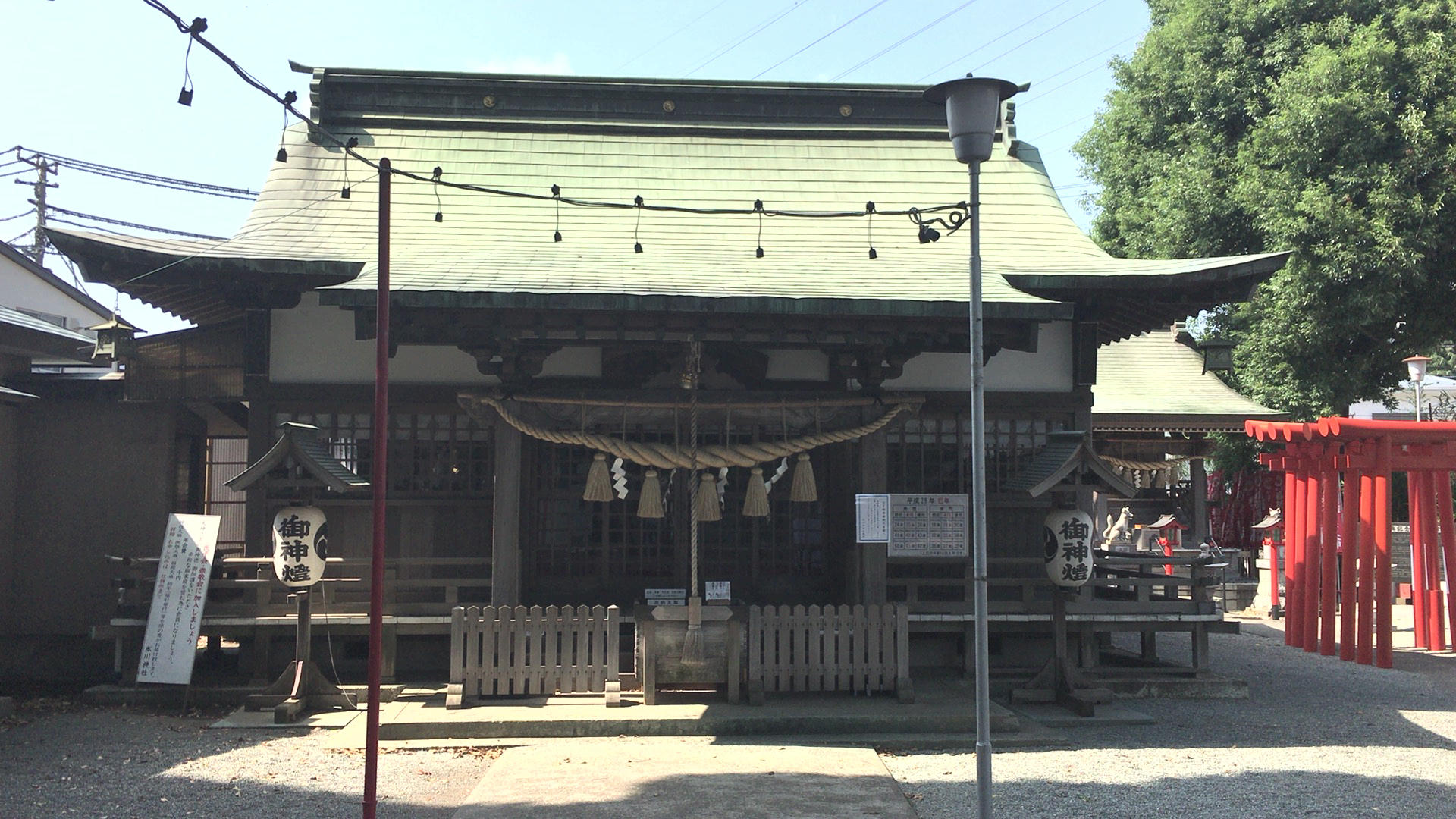
拝殿
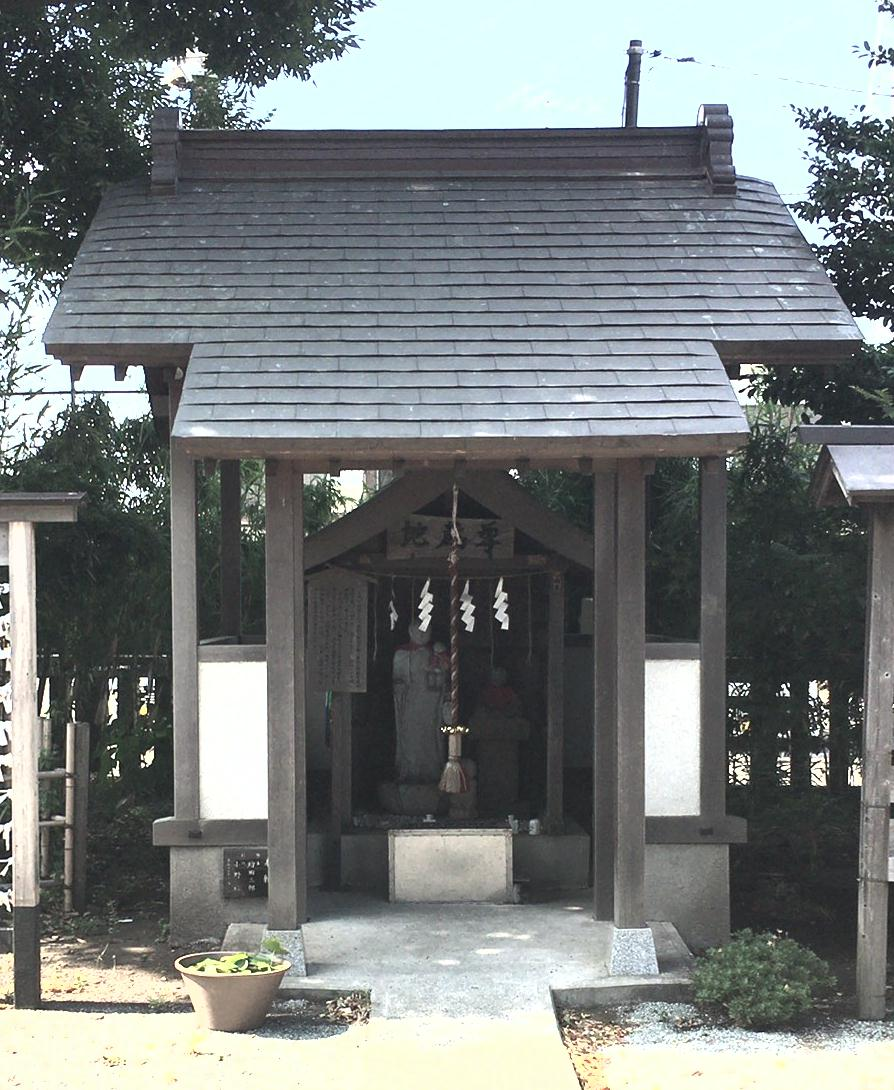
地蔵尊
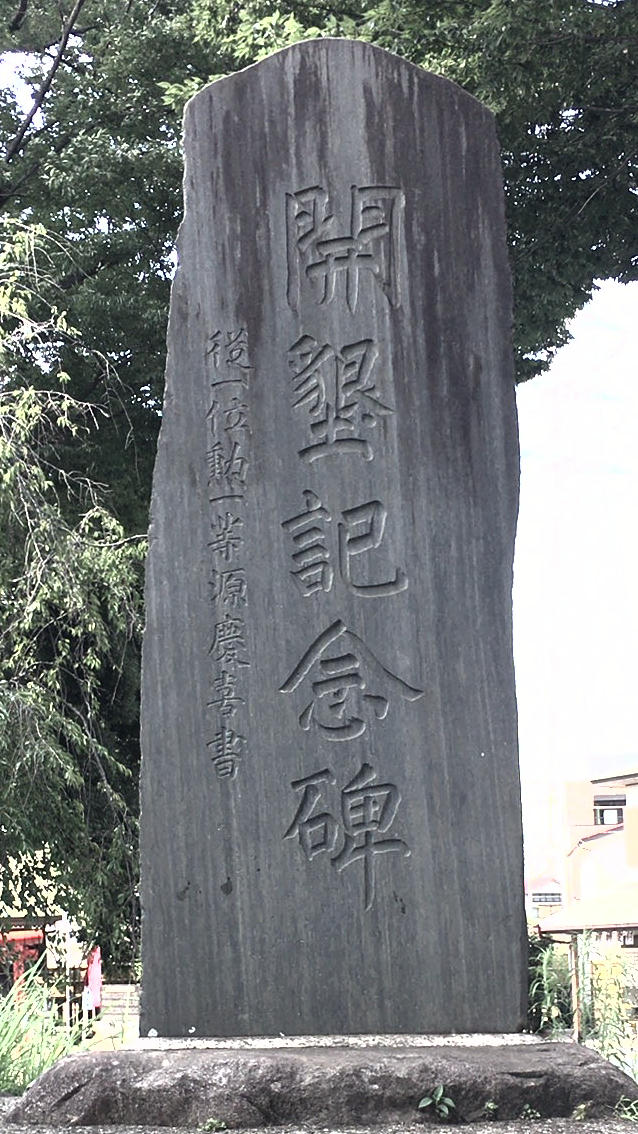
清兵衛新田開墾記念碑
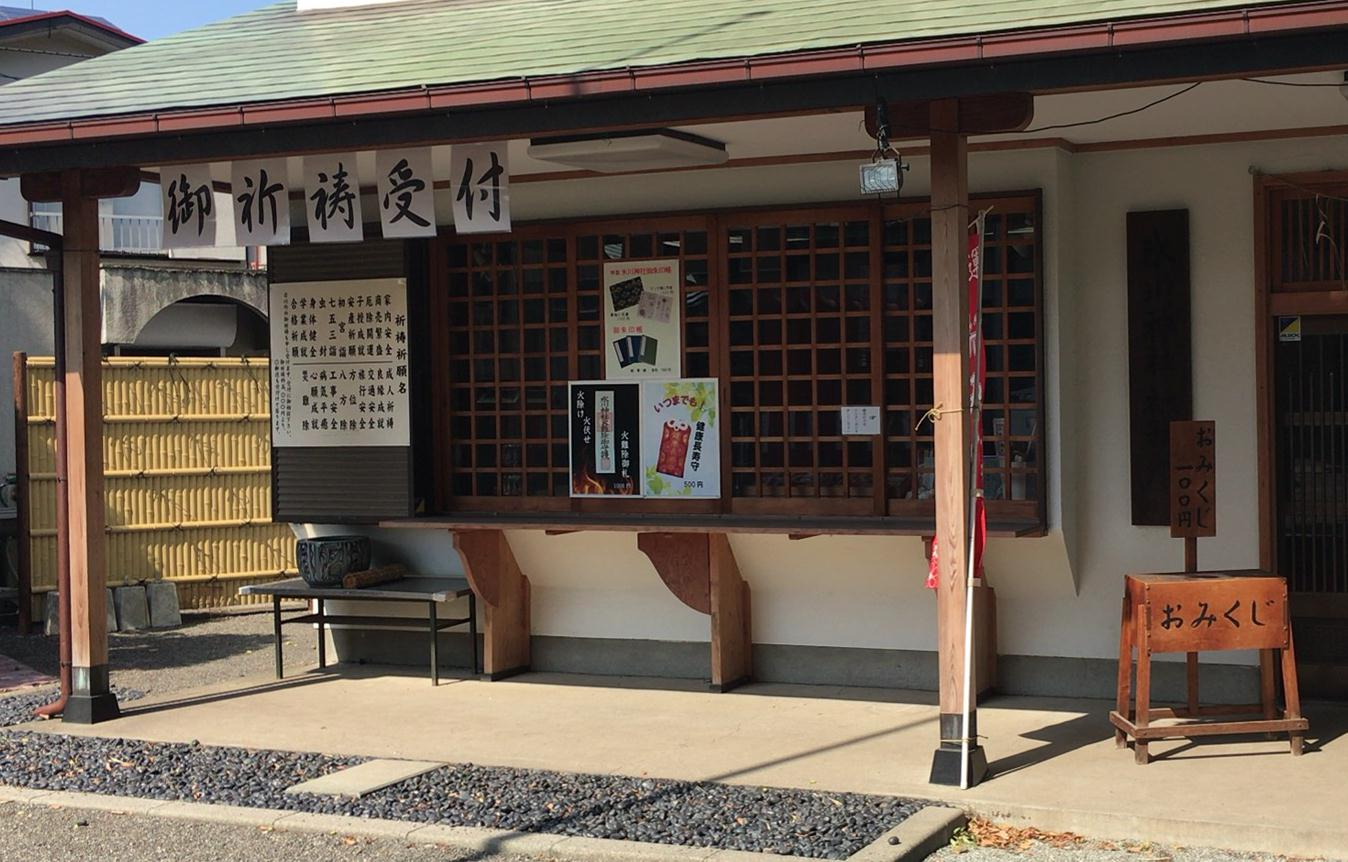
社務所